# マティヤ・サバンチッチ
マティヤ・ラディヴォイェヴィチ (ボスニア語: Matija Radivojević) またはマティヤ・サバンチッチ(ボスニア語: Matija Sabančić fl. 1463年–1471年) は、オスマン帝国の傀儡として据えられた名目上のボスニア王(在位: 1465年 - 1471年)。歴史上知られている最後のコトロマニッチ家の人物である。

## 生涯
マティヤ・ラディヴォイェヴィチの父はボスニア対立王ラディヴォイ・オストイッチ (在位: 1432年–1435年、ボスニア王スティエパン・オストヤ(在位: 1398年–1404年、1409年–1418年)の庶子)、母はカタリナ・オド・ヴェリケである。父母は1449年に結婚し、3人の子をもうけた。父ラディヴォイはボスニア王位を求め戦ったが、果たせなかった。兄弟にトヴルトコ（1463年没）とジョルジェ（fl.1455年）。
1463年、父ラディヴォイ、兄トヴルトコ、従兄のボスニア王スティエパン・トマシェヴィチがオスマン帝国に捕らえられ、スルターンのメフメト2世の命により処刑された。ボスニア王国は滅亡し、オスマン帝国へ併合された。1465年末、マティヤはメフメト2世から「ボスニア王」に任じられたが、称号以上のものは与えられず、治めるべき王国はすでにまったく存在しなかった。彼はおそらくラシュヴァ渓谷に彼の「王国」を持っていた。マティヤについて言及している文献はすべてラグサ共和国の記録であり、その内容もマティヤがオスマン帝国から受け取った事物に関するものである。
マティヤへの言及は1471年の記録を最後に途絶える。オスマン帝国は1476年3月か4月に、新たな傀儡王マティヤ・ヴォイサリッチを立てた。これと同時に、ハンガリー王マーチャーシュ1世はニコラ・イロツキにハンガリーの傀儡としてボスニア王を名乗らせた。

## 名前
- マティヤは名、サバンチッチは家名 (1471年の自署にみられる[5])、ラディヴォイェヴィチは父称 (1467年の文献で「マティヤ、ラディヴォイの子」という意味で「マティヤ・ラディヴォイェヴィチ」という記述がみられる)。ヴラディミル・チョロヴィチはマティヤ・シャバンチッチ (Матија Шабанчић)[6]、ミロスラヴ・クルレジャはマティヤ・サバンチッチ・ラディヴォイェヴィチ(Matija Sabančić Radivojević)と呼んでいる[7]。